# Han Shundi
Han Shundi was keizer van China van 16 december 125 tot 20 september 144, uit de Han-dynastie. Hij was de zevende heerser uit de Oostelijke Han-dynastie. Hij leefde van 115 tot 144. Zijn persoonlijke naam was Liu Bao.
Prins Bao was de enige zoon van Han Andi en toen Andi in 125 stierf, was keizerin-weduwe Yan kinderloos, maar vastbesloten de macht te behouden. Ze dwong prins Bao, wiens titel van kroonprins ze hem in 124 door Han Andi had laten afnemen, de troon op te geven in het voordeel van Liu Yi, de Markies van Beixiang. Liu Yi stierf, na nog geen zeven maanden te hebben geregeerd en de eunuchen die loyaal waren aan prins Bao, onder leiding van Sun Cheng, voerden een succesvolle staatsgreep uit tegen de Keizerin-weduwe. Prins Bao werd tien jaar oud tot keizer gekroond als Han Shundi.
De bevolking had grote verwachtingen van Shundi`s bewind, na de regering van Shundi`s vader Han Andi, die incompetent en gewelddadig was geweest. Shundi was persoonlijk een zachtaardig iemand, maar tegelijkertijd was hij over het algemeen net zo incompetent als zijn vader en corruptie groeide dan ook ongeremd onder eunuchen en ambtenaren. Hij vertrouwde het bestuur ook te veel toe aan Liang Shang, de vader van zijn vrouw keizerin Liang Na, een integer man maar met weinig capaciteiten. En daarna aan diens zoon Liang Ji, die zeer corrupt en autocratisch was. Shundi`s regering was een kleine verbetering na die van zijn vader, maar deze kleine vooruitgang was niet genoeg om de groeiende verzwakking van de Oostelijke Han-dynastie tegen te gaan. De verzwakking van het centrale gezag tijdens Shundi`s regering, leidde ertoe dat veel lokale generaals gouverneurs en edelen langzamerhand telkens meer eigen regimes binnen het rijk konden vormen.
Shundi stierf 29 jaar oud, na bijna 19 jaar geregeerd te hebben. Hij werd opgevolgd door zijn zoon Han Chongdi.

## Familie-achtergrond
Han Shundi werd geboren in 115 als Prins Bao, als zoon van Han Andi en diens concubine Consorte Li, vermoedelijk pal nadat Andi zijn geliefde Yan Ji tot keizerin had gemaakt. Keizerin Yan zelf was kinderloos en uit haat en jaloezie vergifigde ze Consorte Li, een daad die ongestraft zou blijven. Keizerin Yan bleef wrok koesteren tegenover Prins Bao, de rest van diens jeugd lang.
In 120 maakte Andi hem kroonprins, aangezien hij Andi`s enige kind was gebleven.

## Afzetting als kroonprins en onttroning
In 124, beschuldigden sommige van Andi's vertrouwelingen, waaronder de eunuchen Jiang Jing en Fan Feng en zijn min Wang Sheng, om onbekende redenen prins Bao`s min Wang Nan en de commandant Bing Ji, (die niet verward mag worden met de eerste minister van Han Xuandi met dezelfde naam) van misdaden. Andi executeerde Wang en Bing en verbande hun families. De negen jaar oude kroonprins was zeer verdrietig. Jiang en Feng smeedden een complot tegen Prins Bao, samen met Keizerin Yan, die de kroonprins altijd had gehaat, omdat het niet haar eigen kind was, door de prins en diens dienaren van misdaden te beschuldigen. Andi geloofde hen, zette Kroonprins Bao af en maakte van hem de Prins van Jiyin. 
In 125 stierf Han Andi op een reis naar Wancheng. Keizerin Yan besloot, ook al was Prins Bao als enige zoon van Andi de logische opvolger, om een jonger iemand keizer te maken die makkelijker te controleren was. Daarom maakte ze Liu Yi, de Markies van Beixiang tot keizer. De tien jaar oude Prins Bao werd niet alleen uitgesloten van opvolging, maar ook van de officiële rouwplechtigheden rond zijn vaders dood. Keizerin-weduwe Yan en haar broers beheersten het politieke podium.
Later dat jaar werd de jonge keizer ernstig ziek. Hierop begon de eunuch Sun Cheng, die loyaal was aan prins Bao, een samenzwering met Changxing Qu, de leider van prins Bao`s huishouden, en andere eunuchen om prins Bao`s macht te herstellen. Na de dood van de jonge keizer, ondernamen Sun en 18 anderen eunuchen, een verrassingsaanval op het paleis, ze doodden Jiang en dwongen Jiang`s collega Li Run zich bij hen aan te sluiten. Daarna verwelkomden ze Prins Bao in het paleis en riepen hem tot keizer uit. Dagenlang waren de troepen van de eunuchen in gevecht met de troepen van de Keizerin-weduwe; uiteindelijk werden de Keizerin-weduwe en haar broers verslagen. De Yan clan werd uitgemoord en de keizerin-weduwe werd teruggestuurd naar haar paleis, waar ze in 126 stierf.

## Vroege regering
Aan het begin van Shundi`s regering, hadden de burgers hoop dat hij de corrupte perverse politieke situatie van onder de Yan`s zou hervormen. De tienerkeizer bleek een aardig, maar zwak heerser te zijn en terwijl hij ook vertrouwen had in een aantal eerzame ambtenaren, vertrouwde hij ook een hoop corrupte eunuchen, die snel meer macht verworven. In 126 probeerde Sun de jonge keizer ervan te overtuigen drastische hervormingen door te voeren, maar in plaats daarvan werd hij voor zijn voorstel uit de hoofdstad gestuurd. Ondanks dat hij in 128 weer teruggeroepen werd, had hij niet voldoende invloed aan het hof om goede hervormingen door te kunnen voeren. Een andere grote invloed op Shundi was zijn min Song E, een vriendelijke vrouw, maar zonder veel capaciteiten. Ze verkeerde in de feitelijke machtspositie van een Keizerin-weduwe, ze was invloedrijk, maar dus niet een echte steun voor Shundi.
Vroeg in de regering van Shundi, slaagde Ban Chao`s zoon, Ban Yong, erin om de Han soevereiniteit te herstellen over de Xiyu koninkrijken, maar in 127 werd hij vals ervan beschuldigd te laat te zijn met een militaire actie en hij werd verwijderd van zijn positie. Na de afzetting van Ban Yong verslechterde de situatie in Xiyu ernstig.
Naast deze gebeurtenissen echter, was de regering van Shundi er over het algemeen een van vrede en vrij van politieke onrust en perversiteiten. Ondanks dat het rijk een gebrek aan capabele mensen had en corruptie ongeremd bleef groeien, kende het rijk dankzij Shundi`s persoonlijke vriendelijkheid een periode van vrede.
In 131 was Shundi van plan om een keizerin te kiezen. Omdat hij niet zomaar een favoriet uit wilde zoeken, besloot hij de goden met behulp van plaatjes voor hem te laten kiezen. Nadat zijn ambtenaren hem voor deze actie hadden afgeraden, koos hij uiteindelijk maar een van zijn consortes, consorte Liang Na, tot keizerin. Zij was 16 en hij 19. Haar vader Liang Shang werd een van de machtigste ambtenaren en hij werd meerdere malen naar hoge posities gepromoveerd.

## Late regering
In 135 vonden er twee grote politieke veranderingen plaats: eunuchen die markies waren begonnen hun posities door te geven aan hun geadopteerde zonen, en Liang Shang werd leider van de keizerlijke legers en zo het machtigste individu binnen het bestuur. Geen van deze ontwikkelingen waren op dat moment erg belangrijk, maar ze hadden grote gevolgen: het eerste bewees dat de macht van de eunuchen systematisch was geworden en het tweede had tot gevolg, dat de Liang clan de macht over het hele bestuur in handen kreeg.
Liang Shang leek erg op zijn schoonzoon. Hij was een aardige man, maar met gebrek aan politieke capaciteiten, ook al bleek hij eervol en rechtvaardig te zijn. Bijvoorbeeld in 138, toen er een samenzwering was opgezet door een aantal eunuchen om zijn gezag te ondermijnen, wat ontdekt werd door Sun, verleende hij hen gratie en alhoewel Shundi het er niet helemaal mee eens was, redde Liang`s actie vele levens. Echter, zowel Shundi als Liang vertrouwden Liang`s zoon, Liang Ji, die in tegenstelling tot zijn vader gewelddadig en corrupt was.
Van 136 tot 138 waren er een aantal binnenlandse opstanden in het zuiden van China. Terwijl deze redelijk gemakkelijk werden neergeslagen,(bijvoorbeeld omdat vele rebellen zich overgaven, omdat de corrupte ambtenaren waar ze tegen in opstand kwamen werden ontslagen door Shundi) waren dit slechts voorboden voor de grotere opstanden die de komende decennia zouden komen. Later, in 139, brak de Qiang opstand uit en deze werd niet zo gemakkelijk neergeslagen, maar bleef het rijk teisteren tijdens de rest van Shundi`s regering. In 141 slachtten de Qiang- troepen een Hanleger onder Ma Xian af en staken daarna in de Chang`an een aantal graftuinen in brand van sommige Westelijke Han-keizers. Verder braken er een aantal boerenopstanden uit in de provincies yin en yang, en deze provincies zouden de rest van Shundi`s regering niet meer gepacificeerd worden.
Ondanks dat Liang Shang in 141 stierf, gaf Shundi zijn positie door aan diens zoon Liang Ji en gaf Liang Ji`s eerdere positie weer door aan diens broer Liang Buyi. Liang Ji slaagde er bij elke gelegenheid in om meer macht te verwerven en het advies van zijn broer Liang Ruyi om meer wijsheid te tonen in zijn gedrag was gericht aan dovemansoren.
In 144 was Shundi vermoedelijk al ziek en hij benoemde Liu Bing, zijn enige zoon, verwekt bij  concubine Consorte Yu in 143, tot opvolger. Later dat jaar stierf Shundi en kroonprins Bing besteeg de troon als keizer Chong, later Han Chongdi genoemd. Keizerin-weduwe Liang regeerde als regent en alhoewel ze zelf capabel en rechtvaardig was, leidde haar vertrouwen in haar corrupte broer Liang Ji tot het grote verval van de Oostelijke Han-dynastie.

## Tijdperk namen
- Yongjian 126-132
- Yanngjia 132-135
- Yonghe 136-141
- Hanan 142-144
- Jiankang 144

## Persoonlijke informatie
- vader: Han Andi
- moeder: Consorte Li
- vrouw: Keizerin Liang Na
- belangrijke concubines: Consorte Yu, de moeder van Han Chongdi en Prinses Sheng
- kinderen: Liu Bing, kroonprins en latere Han Chongdi, Liu Sheng Prinses Wuyang, Liu Chengnan, de Prinses Guanjun, Liu Guang, de Prinses Ruyang

## Bron
Emperor Shun of Han op de Engelstalige Wikipedia
Xia · Shang · Zhou · Qin · Han · Drie Koninkrijken · Jin · Zuidelijke Dynastieën · Noordelijke Dynastieën · Sui · Tang · Vijf Dynastieën · Jin (Jurchen) · Song · Yuan · Ming · Qing